# Immer bei Vollmond
Immer bei Vollmond ist ein deutscher Kriminalfilm aus dem Jahre 1969 mit Heinz Weiss als Kriminalkommissar, der einem gefährlichen Triebtäter, gespielt von Alois Maria Giani, nachjagt. In einer seltenen Spätrolle ist der einstige Stummfilmstar Camilla Horn (als Mutter des Serienmörders) zu sehen.

## Handlung
Immer bei Vollmond … da schlägt der von seinen düsteren Trieben gepeinigte kleine Beamte Christian Wegelin – Typus: gedemütigte, graue Maus – zu. In der Öffentlichkeit als braver und wenig auffälliger Bürger geschätzt, drängt es ihn an dem titelgebenden Zeitpunkt zum Verbrechen. Die kleine Stadt ist von den Taten zutiefst beunruhigt. Kommissar Mallet wird von seinem Vorgesetzten damit beauftragt, dem gefährlichen Serientäter, der schon so viele Morde an Frauen auf dem Gewissen hat, endlich das Handwerk zu legen. Mallet ist fest davon überzeugt, dass es sich bei dem Unbekannten um einen Sexualverbrecher handeln muss, da kein anderes Mordmotiv in Frage kommt. Doch zunächst findet er keinen Verdächtigen, auf den diese Beschreibung und dessen Verhalten zutreffen könnte.
Dabei weist der Täter die klassischen Merkmale eines Pantoffelhelden auf, der daheim von Gattin und Mutter unterdrückt wird und sich infolgedessen zu einem misogynen und komplexbeladenen Psychopathen entwickelt hat. Mallet und seine Assistenten verfolgen jede Spur. Zunächst wird ein Gelegenheitsgauner und Handtaschendieb mit Lederjacke verdächtigt, dann der ältliche, biedere Kolonialwarenhändler Stass und schließlich ein Hausmeister. Auch ein Zuhälter gerät ins Visier der Ermittler. Alle Spuren erweisen sich als falsch. Als schließlich auch noch eine Frau mittleren Alters namens Flora Opfer des Verbrechers wird, kommen Mallet und seine Leute dem Täter allmählich auf die Spur.

## Produktionsnotizen und Wissenswertes
Immer bei Vollmond entstand 1969 in Augsburg und wurde auch in dieser Stadt am 13. März 1970 uraufgeführt.
Die Filmbauten entwarf Heinrich Graf Brühl.
Die Geschichte zeigt leichte Anleihen bei dem Heinz-Rühmann-Krimi Es geschah am hellichten Tag (1958).
Immer bei Vollmond und Wer weint denn schon im Freudenhaus waren zwei thematisch komplett unterschiedliche Filme, die Lubowski kurz hintereinander 1969 in Bayern abgedreht hatte und die zum Teil dieselben Darsteller (Camilla Horn, Bum Krüger, Jutta Simon, Alexis von Hagemeister) aufwiesen.

## Kritik
Das Lexikon des Internationalen Films fand Regie, Buch und Darstellung derart dilettantisch, sodass „auch die Tragödie eines stets gedemütigten kleinen Beamten in Lächerlichkeit versandet.“